# Schöpfwerk Nordleda
Das Schöpfwerk Nordleda am Deich der westlichen Otterndorfer Straße in der niedersächsischen Samtgemeinde Land Hadeln, Gemeinde Nordleda-Osterende im Landkreis Cuxhaven, wurde 1930 errichtet. Aktuell (2024) ist es in Betrieb.
Die Anlage steht unter Denkmalschutz (siehe auch Liste der Baudenkmale in Neuhaus (Oste)).

## Geschichte und Beschreibung
Die Abführung des Wassers in den Niederungen der Küstengebiete ist erforderlich, da das Gelände mit nur einem geringen Gefälle oft unter dem mittleren Tidehochwasser liegt. In den 1920er und 1930 Jahren baute die Landkreise mehrere Schöpfwerke, die das Wasser in die Haupt- oder Vorfluter der jeweils nächsten Höhenstufe pumpten. Die Bauten sind einheitlich aber durchaus unterschiedlich aus Backstein gebaut. Mit dem Bau von drei Schöpfwerken (Otterndorf, Ihlienworth, Nordleda) war ein großer Schritt in Sachen Entwässerung des Hadelner Sietlandes getan.
Dieses eingeschossige schlichte Schöpfwerk in Backstein mit ziegelgedecktem Walmdach entstand 1930 (Inschrift) zur Entwässerung der umliegenden Flächen an der Wilster.
Heute wird das Schöpfwerk statt mit Dieselmotoren seit um 1996 durch modernster Steuerungstechnik mit Elektromotoren von den Wasser- und Bodenverbänden Otterndorf betrieben.
Das Landesdenkmalamt befand u. a.: „… wegen seines Zeugnis- und Schauwertes für die Orts-, Wirtschafts- und Technikgeschichte geschichtliche und städtebauliche Bedeutung …“